# Calea Ferată din Moldova
Calea Ferată din Moldova abbreviato in CFM è una azienda ferroviaria della Moldavia, monopolista di stato interamente controllata dal governo.

## Storia

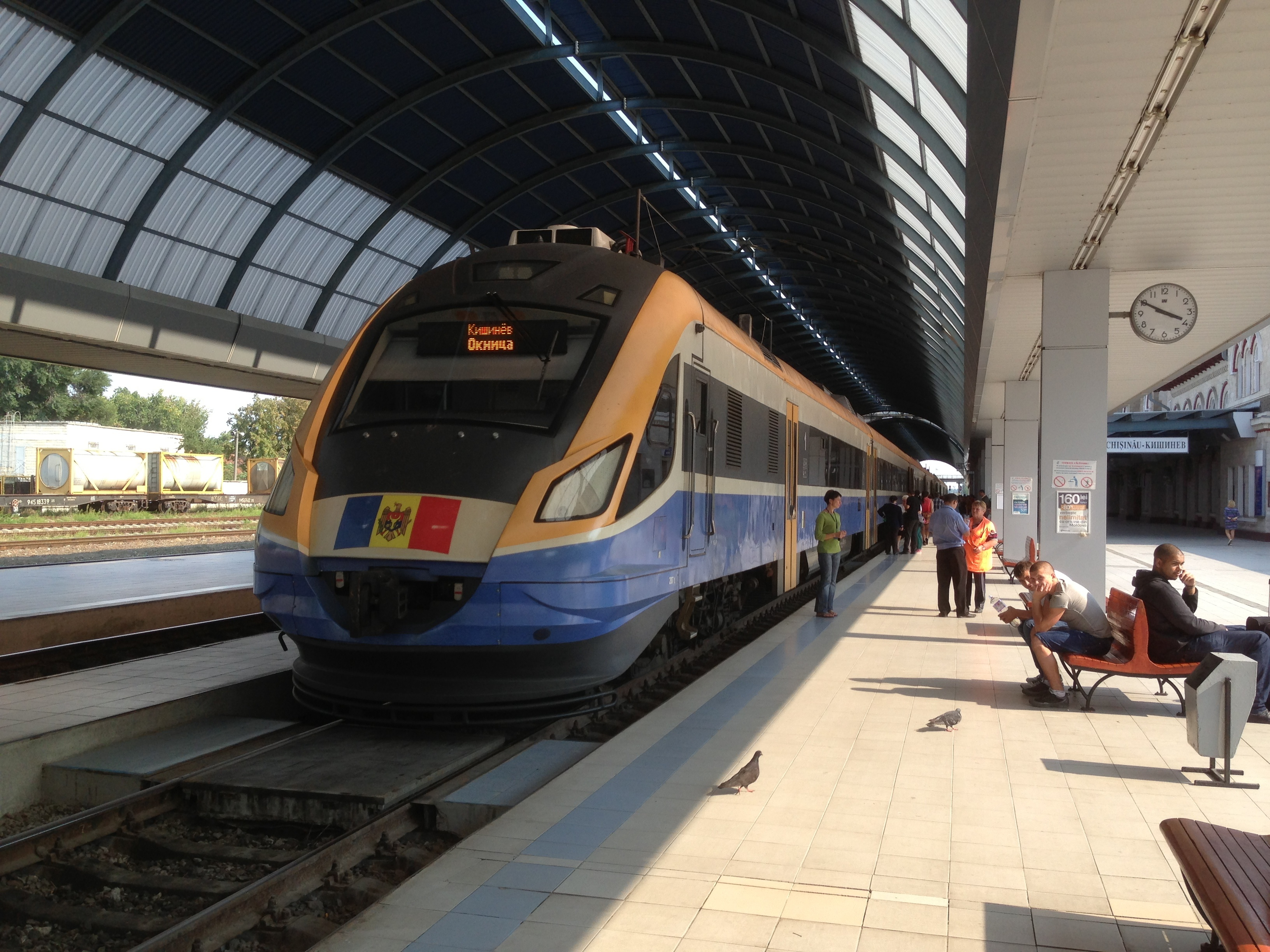
Treno di CFM nella stazione di Chișinău

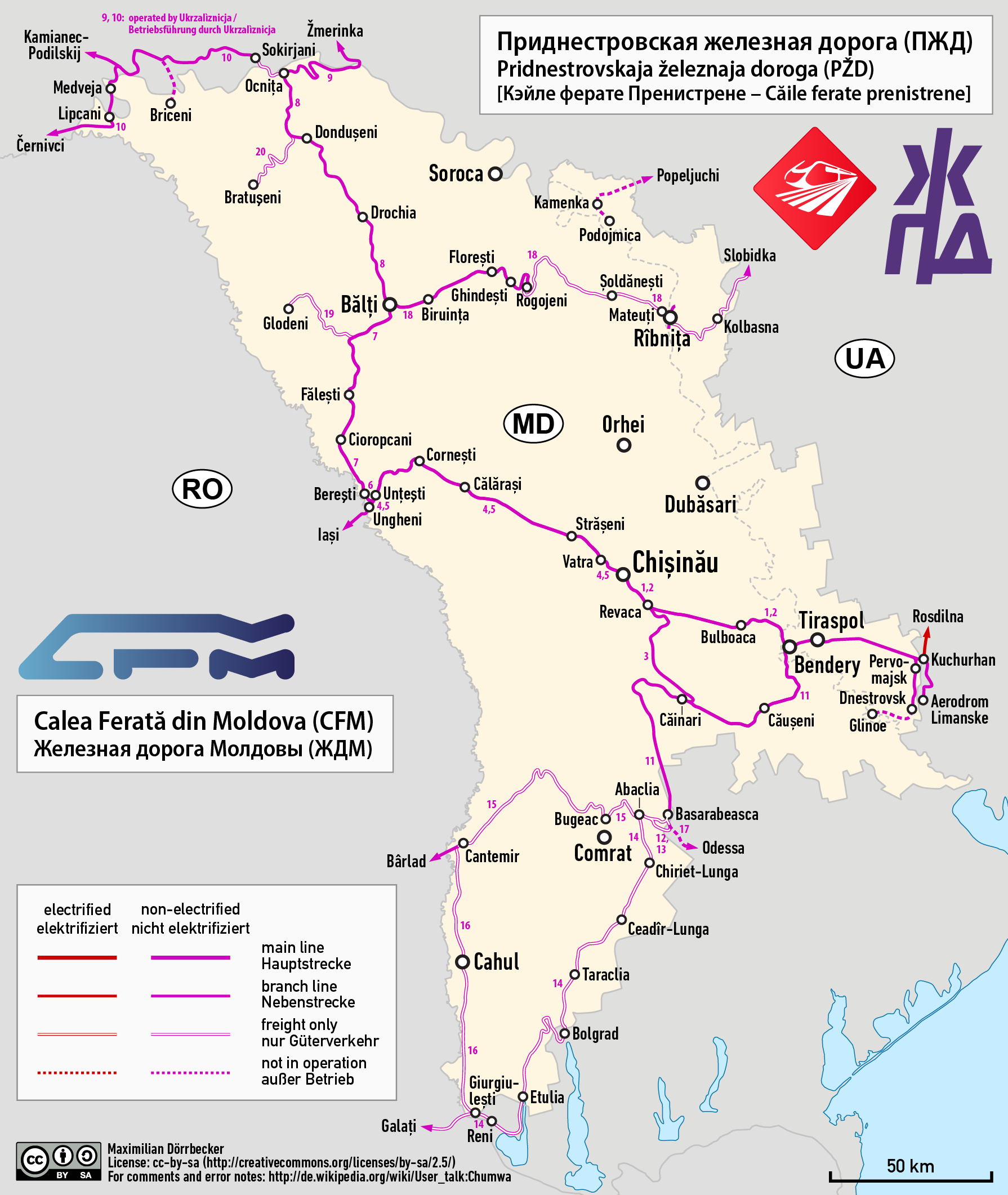

Nel 1844 il governatore di Novorossiya e Bessarabia Michail Voroncov sviluppò un progetto per la costruzione di una ferrovia che collegasse Odessa e Kiev, passando per Tiraspol.
Nel 1871 fu inaugurato il primo tratto che collegava Tiraspol con Chișinău, questa data è riconosciuta come la fondazione dell'azienda, all'epoca non controllata dal governo.

## Rete
L'intera rete è costituita unicamente da ferrovie a semplice binario, nessuna delle quali elettrificata. Si estende per 1.232 km, di cui 1218 con scartamento largo 1.520 mm e 14 km con scartamento standard di 1.435 mm.